# توماس هنري تومسون
توماس هنري تومسون هو سياسي كندي، ولد في 1 يوليو 1866، وتوفي في 17 مايو 1925. انتخب عضو مجلس العموم الكندي.